# Anthony Powell (Szenenbildner)
Anthony Powell (* 21. April 1943 im Vereinigten Königreich) ist ein  britischer Grafiker, Bühnenbildner und Fernsehmoderator, der in Deutschland aktiv ist.

## Leben
Powell erhielt seine berufliche Ausbildung an einer Kunstakademie und begann zunächst als Grafikdesigner zu arbeiten. Von 1968 bis 1970 betrieb er mit dem deutschen Kollegen Toni Lüdi ein Atelier für grafische Entwürfe. In dieser Funktion entwarf Powell beispielsweise auch zwei Plattencovers Eberhard Schoeners. Später arbeiteten beide an zahlreichen Unterhaltungssendungen mit Showcharakter wie „Info-Show“, „Hermann van Veen“ und „Clown & Co.“
Von Anbeginn beim Bayerischen Rundfunk angestellt, entwarf der in München ansässige Wahl-Bayer eine Fülle von Unterhaltungssendungen, nahezu durchgehend solche mit Showcharakter. Zu den über 500 (Stand: 1994) von Powell szenenbildnerisch betreuten Sendungen zählen u. a. „Bocuse à la carte“, „Die Michael Schanze-Show“, „Grand Prix de la Chanson“, „Showbühne“, „MIDEM Classical Award“, „Mich laust der Affe“, „Sternstunden-Gala 2011“ und der Vorabendprogramm-Klassiker „Herzblatt“.
Bei der von Thomas Gottschalk ab 1976 moderierten Sendungen „Szene“ bzw. „Pop Stop“ wurde Powell diesem von 1977 bis 1981 als Co-Moderator zugeteilt und sollte mit seinen clownesken und pantomimischen Einlagen für die Lacher sorgen. Zudem hatte er später kurze Gastauftritte in den beiden Filmen Die Supernasen und Zwei Nasen tanken Super mit Gottschalk in der Hauptrolle.